# Ученолюбие (неврокопско дружество)
„Ученолюбие“ е българско женско просветно сдружение, съществувало от 1870 година до края на ΧΙΧ век в Неврокоп. Има за цел утвърждаване на българската просвета в Източна Македония и борба с ширещата се гъркомания.

## История
Дружеството е основано по инициатива на Екатерина Дукова - дълги години негова председателка, и Елена Дукова в 1870 година в Неврокоп и с подкрепата на Неврокопската българска община. В дружеството членуват видни българки от града. Целта му е развитие на женското образование - привличане на повече ученички в Неврокопското девическо училище и образоване на повече българки в чужбина. С пари на „Ученолюбие“ учи в Одеса Елена Георгиева, която по-късно в 1872 година става първата учителка в Неврокоп. „Ученолюбие“ контактува с общините в Цариград, Татар Пазарджик, Калофер и Габрово и получава книги, учебници, помагала и други. Подкрепяно е и от търговеца Никола Тошков.